# Ricardo Lupiani
Ricardo Lupiani. Político y escritor español. Representante por la provincia de Madrid en el Pacto Federal Castellano (1869), con Antonio Merino y Andrés Balló. Diputado provincial en la Diputación Provincial de Madrid en 1871.